# Ebba Ekholm

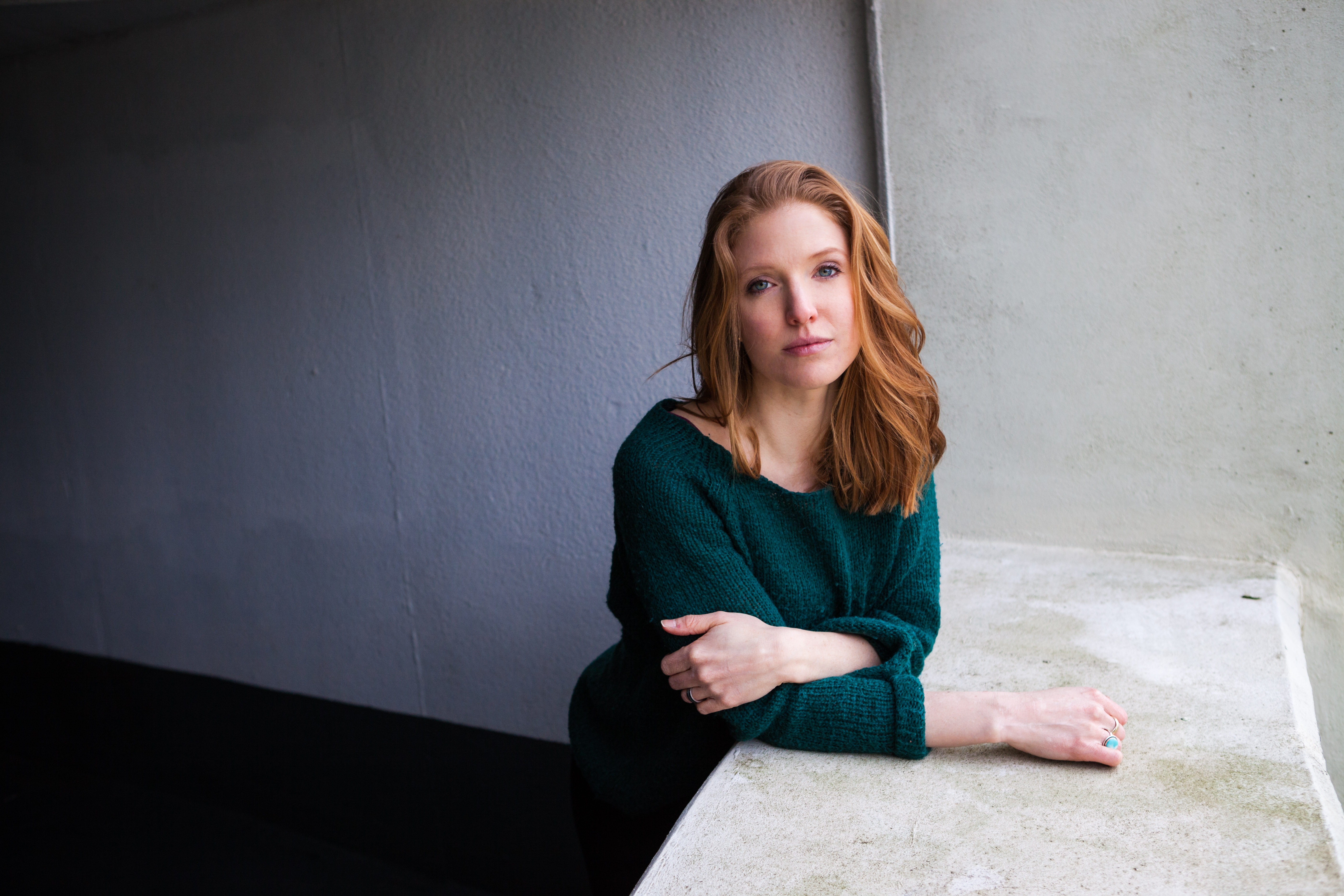
Ebba Ekholm

Ebba Ekholm (* 8. Juli 1987 in Mexiko-Stadt) ist eine deutsche Schauspielerin, Musicaldarstellerin, Sängerin und Synchronsprecherin schwedischer Herkunft.

## Leben
Ebba Ekholm wuchs in Bern und Stockholm auf. Sie fing schon früh mit Klavier- und Gesangsunterricht an. Darüber hinaus sang sie in verschiedenen Chören und Bands. Ekholm studierte insgesamt drei Semester an der Universität in Örebro Sozialpsychologie und Gender Science. Danach entschloss sie sich, ihre Leidenschaft zum Beruf zu machen. Von 2008 bis 2010 machte sie eine Ausbildung an der Swiss Musical Academy. Des Weiteren machte sie eine Ausbildung an der Stage School in Hamburg, welche sie im Jahre 2012 erfolgreich abschloss. Ebba Ekholm ist ebenfalls als Theaterschauspielerin engagiert. Sie wohnt in Hamburg.

## Filmografie
- 2014: Das Große Reinemachen
- 2014: Lena der Lockvogel
- 2016: Leon muss sterben
- 2016: Notruf Hafenkante „Der Kaffeekönig“
- 2016: OTC Imagefilm
- 2016: 1000 Mexikaner
- 2017: Tatort: Dunkle Zeit